# Cesta 30. avgusta, Ljubljana
Cesta 30. avgusta je ena izmed cest v Ljubljani.

## Urbanizem
Cesta poteka od križišča s Zaloško in Kašeljsko cesto do križišča s Vevško cesto.
Na cesto se (od severa proti jugu) povezujejo: Cimermanova, Anžurjeva in Papirniški trg.
On cesti se nahaja poslovna enota Polje Zdravstvenega doma Ljubljana Moste-Polje.

## Javni potniški promet
Po Cesti 30. avgusta potekata trasi mestnih avtobusnih linij št. 12 in 24. Avtobusnih postajališč MPP na cesti ni.